# Wydział Inżynierii Mechanicznej Politechniki Bydgoskiej im. Jana i Jędrzeja Śniadeckich
Wydział Inżynierii Mechanicznej Politechniki Bydgoskiej im. Jana i Jędrzeja Śniadeckich – jeden z dziewięciu wydziałów Politechniki Bydgoskiej im. Jana i Jędrzeja Śniadeckich. 

## Kierunki kształcenia
Dostępne kierunki:
- Inżynieria biomedyczna (studia I i II stopnia)
- Inżynieria odnawialnych źródeł energii (studia I stopnia)
- Mechanika i budowa maszyn (studia I i II stopnia)
- Mechatronika (studia I i II stopnia)
- Transport (studia I i II stopnia)

## Władze Wydziału
W kadencji 2020–2024:
| Stanowisko                                     | Imię i nazwisko                   |
| ---------------------------------------------- | --------------------------------- |
| Dziekan                                        | dr hab. inż. Piotr Aleksandrowicz |
| Prodziekan ds. kształcenia i spraw studenckich | dr hab. inż. Łukasz Muślewski     |

W kadencji 2024–2028:
| Stanowisko                                     | Imię i nazwisko                   |
| ---------------------------------------------- | --------------------------------- |
| Dziekan                                        | dr hab. inż. Piotr Aleksandrowicz |
| Prodziekan ds. kształcenia i spraw studenckich | dr hab. inż. Marcin Zastempowski  |

## Struktura organizacyjna
Wydział jest podzielony na następujące jednostki organizacyjne:
| Jednostka                                                              | Kierownik                              |
| ---------------------------------------------------------------------- | -------------------------------------- |
| Katedra Eksploatacji Maszyn i Transportu                               | dr hab. inż. Łukasz Muślewski,         |
| Katedra Inżynierii Odnawialnych Źródeł Energii i Systemów Technicznych | prof. dr hab. inż. Andrzej Tomporowski |
| Katedra Mechaniki i Metod Komputerowych                                | prof. dr hab. inż. Dariusz Skibicki    |
| Katedra Mechatroniki i Maszyn Roboczych                                | dr hab. inż. Marcin Zastempowski       |
| Katedra Podstaw Konstrukcji Maszyn i Inżynierii Biomedycznej           | prof. dr hab. inż. Dariusz Boroński    |
| Katedra Technik Wytwarzania                                            | dr hab. inż. Tomasz Paczkowski         |
| Laboratorium Badań Materiałów i Konstrukcji                            | prof. dr hab. inż. Stanisław Mroziński |